# Vilcabambatapaculo
Der Vilcabambatapaculo (Scytalopus urubambae) zählt innerhalb der Familie der Bürzelstelzer (Rhinocryptidae) zur Gattung Scytalopus.
Früher wurde die Art als Unterart (Ssp.) des Andentapaculos (Scytalopus magellanicus) angesehen und als Scytalopus magellanicus urubambae bezeichnet, unterscheidet sich aber durch die Lautgebung.
Die Art ist in Peru endemisch im Tal des Urubamba.
Das Verbreitungsgebiet umfasst Unterholz im feuchten Berg- und Elfenwald zwischen 3500 und 4200 m Höhe um die Wald- und Baumgrenze herum.
Das Artepitheton bezieht sich auf das Verbreitungsgebiet, der deutsche Name auf Vilcabamba.

## Merkmale
Der Vogel ist 10 bis 12 cm groß und wiegt etwa 13 g. Kennzeichen ist die warme ockerfarbene Schwanz- und Steißregion. Die Oberseite des Männchens ist dunkelgrau, Rumpf und Schwanzoberdecken sind rotbraun mit angedeuteter dunkler Bänderung. Die Steuerfedern sind grau mit schwarzer Terminalbinde, die Flügel sind dunkel, die Unterseite ist mittelgrau, Flanken und Schwanzunterseite sind zimtfarben, angedeutet dunkel gebändert. Weibchen sind blasser mit etwas Braun auf dem Scheitel. Die Steuerfedern sind braun, nur leicht gebändert, die Flanken heller rotbraun ohne Bänderung, die Flügel haben deutliche zimtfarbene Spitzen. Jungvögel sind auf der Oberseite und am Kopf dunkelbraun mit keinen dunkleren Spitzen an den Federn. Die Schwanzoberseite ist heller braun, die Spitzen der Steuerfedern sind gleichfalls heller braun und gleichmäßig dunkel gebändert. Die Flügeldecken haben gelbbraune Spitzen und einen schwarzen Fleck subterminal, die Kehle ist grau mit einem Hauch gelbbraun. Die Unterseite ist olivfarben diskret dunkel gepunktet oder gestrichelt.
Die Art ähnelt dem Punatapaculo (Scytalopus simonsi), der aber dunkler mit mehr Braun an Rumpf und Flanken ist, dessen Männchen hat auch einen weißlichen Überaugenstreif. Auch der Diademtapaculo (Scytalopus schulenbergi) ist ähnlich, hat aber eine weiße Stirn und auch einen Überaugenstreif, sein Verbreitungsgebiet liegt um die Baumgrenze herum.
Die Art ist monotypisch.

## Stimme
Der Gesang wird als Folge ansteigender Schnurrlaute von 2 bis 3 pro Sekunde „chree-chree-chree-chree“ beschrieben.

## Lebensweise
Die Nahrung besteht aus kleinen Wirbellosen, die in Erdbodennähe, zwischen Felsen und im dichten Moos gesucht werden.
Über die Brutzeit ist nichts Genaues bekannt.

## Gefährdungssituation
Der Bestand gilt als nicht gefährdet (Least Concern).